# Imru al-Kajs
Imru al-Kajs, Imrū al-Qays (ur. ok. 500, zm. ok. 540) – arabski poeta.
Był mistrzem kasydy i nadał jej wzorową formę, która później była naśladowana przez wszystkich arabskich poetów. Napisał jedną z mu’allak, znanej z opisu konia, która przez długi czas była uznawana za niedościgniony wzór sztuki poetyckiej. Jest uważany za najwybitniejszego arabskiego poetę czasów przedmuzułmańskich. Polski przekład jego wierszy ukazał się w 1977 w antologii Poezja arabska. Wiek VI–XIII. Wybór.